# Stephanie Schönfeld
Stephanie Schönfeld (* 1978 in Ost-Berlin) ist eine deutsche Schauspielerin.

## Leben und Karriere
Sie absolvierte von 1998 bis 2002 eine Ausbildung an der Hochschule für Schauspielkunst Ernst Busch in Berlin und schloss das Studium mit dem Diplom ab. Schon während ihrer Studienzeit hatte sie Gastauftritte am Maxim Gorki Theater und am Berliner Ensemble. Nach Abschluss ihres Studiums ging sie zunächst zum Staatstheater Cottbus, dann an das Schauspiel Leipzig und 2008 ans Staatstheater Stuttgart. Seit 2014 gehört sie zum Ensemble vom Schauspiel Essen. Bei ihrem ersten festen Engagement am Theater Cottbus wurde sie gleich mit dem „Max Grünebaum Preis für Nachwuchsschauspieler“ ausgezeichnet.
Seit dem Sommer 2020 arbeitet Stephanie Schönfeld freiberuflich. Das führte sie in der Spielzeit 20/21 an das Theater Heilbronn und an das Staatstheater Augsburg. Sie lebt mit ihrer Familie in München.
Einem breiten Kinopublikum wurde Stephanie Schönfeld als Ensemblemitglied in Filmen von Andreas Dresen bekannt, so zum Beispiel in Sommer vorm Balkon oder Whisky mit Wodka.

## Filmografie
- 2005: Sommer vorm Balkon (Kinofilm, Regie: Andreas Dresen)
- 2006: Es geht uns gut (Filmakademie Ludwigsburg, Regie: Thomas Stuber)
- 2006: Eine Stadt wird erpresst (ZDF, Regie: Dominik Graf)
- 2006: Die Gipfelstürmerin (ARD, Regie: Dirk Regel)
- 2007: Ein verlockendes Angebot (ZDF, Regie: Tim Trageser)
- 2007: In aller Freundschaft (ARD, Regie: Matthias Luther)
- 2008: Narrenspiel (arte, Regie: Markus Adrian)
- 2008: Immer Wirbel um Marie (ARD, Regie: Ariane Zeller)
- 2008: Teenage Angst (Filmakademie Ludwigsburg, Regie: Thomas Stuber)
- 2008: Tatort – Ausweglos (ARD, Regie: Hajo Gies)
- 2008: Der Mond und andere Liebhaber (Kinofilm, Regie: Bernd Böhlich)
- 2009: Whisky mit Wodka (Kinofilm, Regie: Andreas Dresen)
- 2009: SOKO Leipzig – Klarer Kopf (ZDF, Regie: Michael Bielawa)
- 2009: Haus und Kind (BR/arte, Regie: Andreas Kleinert)
- 2009: Wohin mit Vater? (ZDF, Regie: Tim Trageser)
- 2010: Polizeiruf 110 – Zapfenstreich (ARD, Regie: Christoph Stark)
- 2011: Tatort – Nasse Sachen (ARD, Regie: Johannes Grieser)
- 2013: Freier Fall (Regie: Stephan Lacant)
- 2014: Tatort – Türkischer Honig
- 2014: Tatort – Frühstück für immer
- 2016: Tatort: Wir – Ihr – Sie
- 2023, 2024, 2025: Frühling (Fernsehserie, Folgen Kleiner Engel, kleiner Teufel, Der Feind in meinem Bett, Wenn du nicht still bist, dann..., Mein Geheimnis, dein Geheimnis)

## Hörfunk-Features / -Dokumentationen
- 2006: Der zerbrochene Krug – Regie: Leonhard Koppelmann – Rolle: Eve – MDR
- 2009: Liebesstimmen – Die Geschichte der Kerstin Blasczyk – Autor: Thomas Gaevert – SWR2 Dschungel, 20 Min.
- 2010: Das Geisterhaus – Autor: Isabell Allende – Regie: Walter Adler – Rolle: Tránsito Soto – SWR2/hr2
- 2015: Der Mentor – Autor: Daniel Kehlmann – Regie: Götz Fritsch – Rolle: Gina Wegener – mdr Figaro/WDR/ORF
- 2012: In Zeiten des abnehmenden Lichts – Autor: Eugen Ruge – Regie: Leonhard Koppelmann – Rolle: Melitta – SWR2

## Bühnenrollen
Maxim Gorki Theater Berlin (2000)
- Pam in: Gerettet (Regie: Grażyna Kania)

Berliner Ensemble (2001)
- Olga in: Fegefeuer in Ingolstadt (Regie: Manfred Karge)

Staatstheater Cottbus (2002–2004)
- Kattrin in: Mutter Courage (Regie: Alejandro Quintana)
- Kätchen in: Das Kätchen von Heilbronn (Regie: Christoph Schroth)
- Lucia – die Versprochene in: Die Versprochene (Regie: Christoph Schroth)
- Irina in: Drei Schwestern (Regie: Wolf Bunge)
- Inge Deutschkron in: Ab heute heißt du Sara (Regie: Mario Holetzeck)

Schauspiel Leipzig (2005–2008)
- Rosa in: Recht auf Jugend (Regie: Tilman Gersch)
- Diverse in: Ein Sportstück (Regie: Volker Lösch)
- Dascha Tschumalowa in: Zement (Regie: Konstanze Lauterbach)
- Elisabeth in: Don Karlos (Regie: Wolfgang Engel)
- Inga in: Tanzen! (Regie: Christian Schlüter)
- Hedda Gabler in: Hedda Gabler (Regie: Markus Dietz)

Staatstheater Stuttgart (2008–2011)
- Kristine in: Noras Baby (Regie: Katja Wolff)
- Guildenstern in: Hamlet (Regie: Volker Lösch)
- Der Boss vom Ganzen (Regie: Christian Brey)
- Judith in: Judith (Regie: Sebastian Nübling)

Theater Freiburg (2011–2014)
- Charlotte in: Die Leiden des jungen Werther (Regie: Walter Meierjohann)

Schauspiel Essen (seit 2014)
- Shen Te / Shui Ta in: Der gute Mensch von Sezuan
- Fräulein Bürstner, Frau des Gerichtsdieners, Kaplan und andere in: Der Prozess
- Mit in: Dämonen
- König Fritz in: Ein König zu viel
- Eden Golan, Shirin Akhras, Mina Wilkinson in: Ichglaubeaneineneinzigengott.
- Virginia, Galileis Tochter in: Leben des Galilei
- Elisabeth, Königin von England in: Maria Stuart
- Sophia in: Sophia, der Tod und ich